# Província de Turku e Pori
A Província de Turku e Pori (em finlandês: Turun ja Porin lääni) foi uma província da Finlândia entre 1917 a 1997. A província leva o nome das cidades de Turku (Åbo) e Pori (Björneborg).
As ilhas Åland foram divididas em uma província à parte em 1918. Em 1997 foi fundida com a parte norte da província de Häme, as províncias de Vaasa e Finlândia Central para a nova província da Finlândia Ocidental.

## Governadores
- Kaarlo Collan (1917-1922)
- Ilmari Helenius (1922-1932)
- Frans Wilho Kyttä (1932-1949)
- Erkki Härmä (1949-1957)
- Esko Kulovaara (1957-1971)
- Sylvi Siltanen (1972-1976)
- Paavo Aitio (1977-1985)
- Pirkko Työläjärvi (1985-1997)